# Statele Sudanului
Statele Sudanului sunt unitățile administrativ-teritoriale de ordinul întâi din țară. În prezent Republica Sudan este împărțită în 18 state. Până la 9 iulie 2011, Sudanul era format din 25 de state. Zece state sudice au secesionat în 2011, formând un nouă țară independentă - Republica Sudanul de Sud. Două state adiționale au fost create în anul 2012 în regiunea Darfur și unul în 2013 în Kordofan, astfel configurându-se numărul total actual de 18 state.

Statele Sudanului

## Statele Republicii Sudan
Următoarele 18 state formează teritoriul Republicii Sudan:
- Nilul Albastru (Blue Nile)
  - Al Jazirah (9)
  - Nilul Albastru (An Nil al Azraq) (5)
  - Sennar (*) (14)
  - Nilul Alb (An Nil al Abyad) (10)
- Darfur
  - Darfur Central (Zalingei) (*) (16)
  - Darfur de Est (Sharq Darfur) (*) (17)
  - Darfur de Nord (Shamal Darfur) (6)
  - Darfur de Sud (Janub Darfur) (7)
  - Darfur de Vest (Gharb Darfur) (15)
- Kassala
  - Kassala (Ash Sharqiyah) (4)
  - Al Qadarif (13)
  - Marea Roșie (Al Bahr al Ahmar) (12)
- Khartoum
  - Khartoum (Al Khartum) (1)
- Kordofan
  - Kordofan de Nord (Shamal Kurdufan) (2)
  - Kordofan de Sud (Janub Kurdufan) (8)
  - Kordofan de Vest (18) (refondat în 2013)[1][2]
- Nord
  - Statul de Nord (Ash Shamaliyah) (3)
  - Râul Nil (Nahr an Nil) (11)